# ウラジーミル・メジンスキー
ウラジーミル・ロスチスラヴォヴィチ・メジンスキー（ロシア語: Влади́мир Ростисла́вович Меди́нский, ウクライナ語: Володимир Ростиславович Мединський, 1970年7月18日 - ）は、ウクライナ出身のロシアのジャーナリスト・作家・評論家・政治家・学者。政治学および史学博士 。2004年から2011年までロシア連邦議会下院国家会議代議員を二期務め、この間、下院企業小委員会議長、環境・天然資源委員会副議長、文化委員会議長を歴任した。2012年からメドヴェージェフ政権で文化大臣を務めたあと、ウラジーミル・プーチン大統領に重用され2020年からロシア連邦大統領補佐官。

## 経歴
ウクライナ・ソビエト社会主義共和国のチェルカースィ州スミラ市に生まれた。
- 1992年、モスクワ国際関係大学国際ジャーナリズム学部卒業[1]。1991–1992年、米国ワシントンD.C.でソビエト連邦大使館広報部研修生。
- 1992–1998 – 株式会社Я（ヤー）ディレクター[1]。
- 1998–1999 –ロシア連邦税務警察庁長官顧問。連邦税務局情報部門長[1]
- 1999–2000 –  祖国・全ロシア中央選挙管理委員会本部長[1]。政党Unityのメンバーでもあった。
- 2000–2002 –国家院副議長ゲオルギー・ボース顧問
- 2002–2004 –統一ロシアモスクワ支部選挙委員会委員長[1]
- 2003 – 2011 -国家院下院議員に選出された。
- 2004–2005 – 統一ロシア中央執行委員会副主任として情報分析。
- 2006–2008 – ロシア社会コミュニケーション協会会長。
- 2007 –リペツク州から国家院議員選出。韓国国会とロシア国家院との調整に従事。
- 2011 –国家院文化委員会長
- 2012年5月21日、ドミートリー・メドヴェージェフ内閣のロシア文化大臣に任命された[1][3]。与党統一ロシアの最高会議議員[4][5]。モスクワ国際関係大学教授で、ロシア作家同盟会員でもある。
- 2013年以降、ロシア軍事歴史協会会長[1]。2013年、メジンスキーの文化省は「寛容と多文化主義」の拒絶を呼びかけ、ロシアの伝統的価値観を強調した[6]。
- 2015年、メジンスキーは、西欧思想と戦うための「愛国インターネット」を創設[7]。
- 2020 - ロシア連邦大統領補佐官[1] [8]
- 2021 –プーチン大統領から歴史を改ざんする試みに対抗するための歴史教育委員会委員長に任命される[9]。歴史教育委員会では、「歴史的記憶の保存と歴史分野における教育活動の発展に関連するロシア連邦の国益を支持する問題への体系的かつ積極的なアプローチを確保すること」、ロシアの国益を損なう外国および個人の活動の分析が目的とされる[9]。
- 2022年、ロシアのウクライナ侵攻での停戦交渉において、ロシア代表団のトップを務めた[2]。侵攻について「私たちは平和を支持する」と表明した[10]。
  - 2月28日、ベラルーシホメリでのウクライナとの停戦交渉。
  - 2025年5月14日、トルコのイスタンブールで行われるロシアとウクライナの直接協議においてロシア代表団長を務めることが発表された[11]。同月16日の直接協議後、メジンスキーは「ロシアは結果に満足している。（ウクライナとの）接触を継続する用意がある」と述べた[12]。

## 人物
メジンスキーはいくつも本を出版しており、ロシアについての神話シリーズでは、ロシアにおける抑圧・弾圧の歴史と、ロシア人の残酷さを肯定しており、ロシアの歴史を正当化している。筑波大学の中村逸郎教授はメジンスキーにとってはロシアの国家・国益・国家主権が最も重要で、「ロシアのすごい所は、こんなに悪い国だというのを誇らしげに書いている」、プーチン大統領は自らの政治を正当化するため、メジンスキーの思想を必要としていたと指摘する。メジンスキーは、「古典主義と伝統的な価値観に夢中になっている民族主義者」と評されている。
文化大臣就任時には、ロシア帝国時代の軍人を称え、各地に70以上の記念碑を建設した。メジンスキーは、レーニン廟からウラジーミル・レーニンの遺体を撤去して埋葬する意見を支持している。また、スターリンの彫像は大多数が支持する地域に建てられるべきだとする
メジンスキーはテレビドラマ『チェルノブイリ』(2019)を称賛した。メジンスキーの父親はチェルノブイリ原子力発電所事故のリクビダートル（処理作業員）だった

## 盗作疑惑
- 1997 - 政治学博士論文
- 1999 - 政治学高等博士論文[19]
- 2011 - ロシア国立社会大学で歴史学博士論文「15世紀後半から17世紀までのロシア史報道における客観性の問題」

しかし、メジンスキーの論文は、既存の学術研究との酷似が指摘され、盗作との疑いを引き起こした。
- 2014年5月23日、論文盗作に関係する調査集団ディザーネット（Dissernet）は、1997年と1999年のメジンスキーの2つの論文で盗作を発見したと報じた[22][23]。一方の論文では120ページのうち87ページが、メジンスキーの科学顧問S. A.Proskurinの論文からの借用で、もうひとつの論文では21ページが他人の作品のテキストで一致した[19][24]
- 2017年10月3日、ロシア学術評議会は、メジンスキーの2011年の博士号取り消しを推奨した[25]。しかし、2017年10月20日、高等学位を監督する政府機関が、メジンスキーの学位を認めた[26][21]。

## 栄典
- 聖アレクサンドル・ネフスキー勲章[1]

## 著作
- 商業広告の法的基礎  Kirill Vsevolozhskiyとの共著, 1998.  ISBN 5-901084-01-2. (2006、第2版).

### ロシアについての神話シリーズ
ロシアについての神話 (Мифы о России)シリーズはモスクワ：オルマメディアグループが出版。
- ロシアの酩酊、怠惰、残酷さについて（О русском пьянстве, лени и жестокости）, 2008.  ISBN 978-5-373-02058-9.
- 危機（Кризис）、Хинштейн А. Е.共著 2009. — ISBN 978-5-373-02864-6.
- ロシア史の残酷さと苦しみについて（О жестокости русской истории и народном долготерпении.） 2010. ISBN 978-5-373-03701-3.
- ロシアの汚れと古くからの技術的な後進性について（О русской грязи и вековой технической отсталости）2010. ISBN 978-5-373-03646-7.
- ロシアの脅威とピョートル1世の秘密の計画について（О русской угрозе и секретном плане Петра I.）2010.ISBN 978-5-373-03741-9.
- ロシアの盗難について、特別で長い苦しみ（О русском воровстве, особом пути и долготерпении）. 2010. ISBN 978-5-373-02669-7.
- .ロシアの奴隷制、汚れ、そして「人々の刑務所」について（О русском рабстве, грязи и «тюрьме народов»）2010. ISBN 978-5-373-02670-3.
- 誰がいつロシアの神話を作ったか（О том, кто и когда сочинял мифы о России）2010. ISBN 978-5-373-03724-2.
- 「強い手」と民主主義の無力さに対するロシア人の渇望（Мединский В. О тяге русских к «сильной руке» и неспособности к демократии.）, 2010.ISBN 978-5-373-03658-0.
- 「特別な道」と神秘的なロシアの魂（Об «особом пути» и загадочной русской душе）, 2010.ISBN 978-5-373-03908-6.
- 全国宣伝の特徴。リューリクからピョートルまでのロシアの本当の歴史（Особенности национального пиара. PRавдивая история Руси от Рюрика до Петра.）, 2010. ISBN 978-5-373-03319-0.
- ロシア史の骨格（Скелеты из шкафа русской истории）2010.ISBN 978-5-373-03660-3.
- ロシアについて-「人々の刑務所」（О России — «тюрьме народов»）— 2011. ISBN 978-5-373-03934-5.
- ソ連の戦争の神話：1939-1945（Мединский В. Война. Мифы СССР)）, 2011. ISBN 978-5-373-03986-4.
- 悪党と宣伝の天才 - リューリクからイヴァン3世まで（Негодяи и гении PR. От Рюрика до Ивана III Грозного.）, 2011. ISBN 978-5-388-00487-1.

### 小説
- 壁（Стена） , 2012. ISBN 978-5-373-04522-3.

### 教科書
- ロシア軍事史（Военная история России: учебное пособие для общеобразовательных организаций）Р., Мягков М. Ю., Никифоров Ю. А.共著、 2019. ISBN 978-5-6041367-1-3.
- 6年生から10年生までロシアの歴史（Учебно-методический комплекс по истории России для 6-10 классов.）,Под ред. Мединского В. Р.共著, 2021.